# 岐部哲也
岐部 哲也（きべ てつや、1955年5月12日 - ）は、オウム真理教の元幹部。ホーリーネームはマハーカッサパ。大分県出身。省庁制が採用された後は「防衛庁長官」となる。教団内でのステージは師長だったが、地下鉄サリン事件3日前の尊師通達で正悟師に昇格した。

## 来歴
1955年5月12日、大分県に生まれる。実家は旧家で、祖父は県会議長など歴任した郷里の名士。父親も地元の区長や神社総代を務めた。1974年3月、大分県立大分舞鶴高等学校を卒業。絵描きを志望し、上京して東京藝術大学進学を目指すが受験に3度失敗する。自立心が強く「とにかく親に面倒を見てもらいたくない」という気持ちから、浪人中は住み込みで新聞配達をして奨学金を受けながら予備校に通っていた。1979年4月、阿佐ヶ谷美術専門学校ビジュアルデザイン科に入学。1982年、専門学校を卒業後、コンテンポラリー・プロダクションに入社。グラフィックデザイナーとして、一流ミュージシャンのレコードジャケットや広告、ポスターを数多く制作する。松任谷由実のアルバム『ALARM à la mode』や手塚治虫の『火の鳥』の装丁なども手掛けた。デザイナーとして一線で活躍し、金銭的な面でも何の不満もない生活を送っていたが、ポスターでも広告でも雑誌でも本でも「所詮は有効期限のある紙切れ」と思い、虚しさを感じていた。

## オウム真理教

### 入信
学生時代から交際していた恋人が『オウム神仙の会』のヨガ道場に通いはじめ、その後入信する。恋人を脱会させようと道場に同伴し信者らと接するうちに岐部自身も傾倒していった。
1986年9月、恋人に勧められて『オウム神仙の会』に入信。デザイン会社の同僚には「やがて地球滅亡の日が来る。その時に備えて世界に超能力者を育てているんだ」と語った。
1987年1月、セミナーにて初めて麻原彰晃と対面。麻原が掲げた3つの救済(①人々を病苦から解放する、②この世の幸福をもたらす、③悟り・解脱へと導く)に感銘を受ける。ほどなくして、『ボーディーサットヴァの会』の前身である青年部に参加し、その活動に没頭していった。
1987年6月、グラフィックデザイナーの道を捨て出家。出家番号は19。
入信後は教団出版物の装丁などデザイン関係を担当する。教団のアニメーション制作にも携わった。カメラマンとしても優れており、麻原の空中浮揚写真は岐部が撮影したもの。
1988年10月20日、麻原により『クンダリニー・ヨーガ』を成就したと認定。マハーカッサパのホーリーネームを授かる。
水戸支部長に就任。土谷正実の指導を担当する。

### 第39回衆議院議員総選挙
1990年2月3日、第39回衆議院議員総選挙に真理党公認で当時の旧東京10区から立候補。得票数139票で落選。
この際、オウムとしては珍しく選挙に立候補するかどうかを幹部による多数決で決めることとなった。結果は10:2で賛成派が勝利、反対したのは上祐史浩と岐部の2人だった。
岐部はこの頃から教団の変化に「違和感」を覚え始めたという。「祖父が政治家で、ドロドロしたところを嫌悪してきたので、教団がそういう俗の世界に入ることに反対だった」、岐部は教団の宗教法人申請にも反対していた。
選挙後は、福岡支部長や東京本部長をつとめ、信者拡大などの活動を指揮した。

### 裏ワーク
麻原は教団が保有するMi-17ヘリコプターでサリン噴霧などのテロを行うことを構想しており、岐部はアメリカに派遣されヘリコプターの免許を取得。また、ラジコンヘリの操縦も任されたが、実機とのレバー操作の違いに戸惑い、訓練中に大破させてしまった。これに激怒した村井秀夫によって、事実上の降格処分を受ける。
1994年6月、防衛庁長官に任命される。
『防衛庁』の表向きの仕事は”毒ガス攻撃”を防ぐ目的で全国の教団施設に設置されていた空気清浄機「コスモクリーナー」の保守・管理だったが、裏では屈強な男性信者を従え教祖の護衛を務める『親衛隊』の役割を担った。

## 逮捕
1995年4月6日午前1時ごろ、東京都港区赤坂のマンション地下駐車場に乗用車を乗り入れ、近くに立っていたところを、「駐車場に不審な3人組がいる」という通報で駆け付けた署員に建造物侵入罪で2人の信者と共に現行犯逮捕された。岐部は教団最高幹部の中で最初の逮捕者となった。
車内からは、座席に置かれた箱の中に直径1.5cm、長さ20cmの銃身のような物と、引き金のような物が見つかる。都内などに隠していた銃器部品を上九一色村の教団施設に移すため、車へ積み替える作業中だった。
逮捕された際、岐部が所持していた手帳には「核弾頭 いくらか」と書かれており”核弾頭”の部分に丸で印が付けられていた。また、ロシア製の戦車T72について「中古20万ドル－30万ドル」「新品だと100万ドル」など、核兵器や戦車の価格調査をしていたとみられる記述や、「船、兵士200人、貨物室、ベッドを積めば可」等、兵士の輸送方法について検討していたとも取れるメモもあった。
逮捕後はほぼ黙秘し、取調官が調書を取ろうとすると「これは取り調べですね」と言って、椅子の上で足を組み瞑想を続ける態度を20日以上貫いた。
1995年4月27日、「被告人らは、共謀のうえ車両に隠匿していた小銃部品をほかの車両に積み替え、さらに隠匿する目的で4月6日午前0時から1時までのあいだ、東京都港区赤坂所在の建物内にみだりに入り、もって、ゆえなく、他人の建造物に侵入したものである」として、東京地検により起訴された。

## 裁判
1995年9月14日、東京地裁にて初公判が開かれる。岐部は白いトレーナーの下にグレーのシャツ、ベージュのズボン姿で出廷した。職業を問われると「出家修行者です」と答え、公訴事実に対しては「小銃の部品を隠していたことが違法というのであれば有罪を認める。しかし、世界統一通商産業が入居しているビルの駐車場を使ったことが建造物浸入にあたるというのは甚だしいこじつけである」 として無罪を主張した 。
1995年9月20日、初公判を終えた後に書いたという上申書を裁判所に提出。
1995年10月12日、「被告人は教団を脱会したうえ、信者らに教団の問題を説明していきたいと述べるなど、ある程度は反省の態度もうかがえるが、その上申書の内容は、たぶんに抽象的・観念的であり、これらを通じても教団の幹部として、そもそも本件犯行におよんだ理由が明らかではなく自己の行為の社会的責任を十分に認識しているかは疑問がある。本件の重大性および被告人のはたした役割に照らせば実刑に処するほかない」として、東京地裁刑事1部によって懲役1年の実刑判決を受けた。
建造物侵入行為自体は大きな実害をもたらしてはいない罪状で前科のない者が執行猶予が付かずに実刑判決になるのは異例であるが、密造された自動小銃部品の隠匿という計画の悪質さと、部下の信者を違法行為に巻き込んだ幹部としての責任を重く判断されたためであった。
1995年10月27日、期間内に控訴手続きを取らなかったため、懲役1年の実刑が確定。一連のオウム事件で立件された者の中で初めて実刑判決が確定した。

### 出所後
1996年7月4日午前5時30分ころ、府中刑務所から刑期を終え出所。車で刑務所の門を出て東北自動車道を北上し、身元引受人となった住職のいる栃木県芳賀郡の慈照寺へ直行した。
この時、麻原の三女・アーチャリー(当時13歳)を含むオウム真理教の信徒8人が、午前4時ころから刑務所の前で出迎えをしていた。しかし、マークしていた公安当局が接触を阻止したため、岐部が乗った車を追尾し慈照寺まで追ってくる。岐部は住職を通じて「今後も連絡は、受け付けない。あなた方も、間違ったことをしてきたことを、認める勇気をもってほしい」と、脱会届をオウム側に渡そうとしたが、アーチャリーが「マハー・カッサパの意思で書いたとは信じられない。警察に洗脳されている」と言って脱会届の受け取りを拒んだ。
慈照寺では社会復帰のためのリハビリをしながら過ごし、以降、四国で家族と暮らす。

## 警察庁長官狙撃事件
2004年7月7日、警察庁長官狙撃事件において岐部に酷似した人間が狙撃犯の逃走ルートとは反対方向である警察署の前を自転車で通ったとする複数の目撃証言から、狙撃役の逃走を支援するダミー役を果たしていた疑いが強いと警察に判断され、殺人未遂容疑で逮捕されたが否認。証拠不十分で7月28日に釈放され、9月17日に不起訴となった。

## 人物評
- 「おとなしい人。修行者としては意思の強さ、エネルギッシュなところが特徴」－麻原彰晃[27]
- 「普段は非常に温厚な方。ただ、自分の守るべき者のためには体を張ってでも守る。非常にまじめ。自分の信念を貫き通す」－元信者[28]
- 「律儀」「素直な性格」「責任感が強い」[29]

## その他
- 「一生聖者のふりをすれば、聖者なんだ」と、麻原が岐部の前でふと口にしたことがある[30]。
- 1995年10月12日、東京地裁で開かれた岐部の公判で初めてパソコンでの傍聴券抽選が実施された。裁判所職員が抽選場のパソコンを操作すると、2分ほどで乱数計算で決まった57の当選番号がプリンターから打ち出された[31]。

## 関連書籍
- 『オウム法廷―グルのしもべたち〈上〉』（朝日新聞社、1998年）ISBN 9784022612236
- 佐木隆三『オウム法廷連続傍聴記2』（小学館、1996年）ISBN 9784093792226